# 北京公交394路
北京公交394路，原名北京公交特6路，是由北京公交第四客运分公司（原第三客运分公司）营运的一条双层公共汽车线路，往来韩家川南站（位于海淀区西北旺地区）与北京西站之间。

## 历史演变
北京公交曾于1990年代中期存在一条线路号为特6的线路，往来阜成路（航天桥）与世界公园，沿途经过公主坟、六里桥、七里庄、丰台街道等地，但开办数年后就被取消。现时与第一代特6路重合较多的线路包括480路（明春苑~丽泽桥）和969路（海子角~地铁西局站）。
现时的特6路前身是国防大学专线，来往国防大学与北京西站之间，途经百望山、肖家河、西苑、圆明园、中关村、白石桥、甘家口、军事博物馆等地，最初使用单层车，1998年改由双层车运营并更名为特6路，车型为南京金陵JLY6101S型。
特6路于2003年将车型改为以壓縮天然氣为燃料的常州长江CJ6110SG2Y7H型，原有的柴油双层巴士逐渐退役，次年12月将西端终点站移至韩家川南口（位于部队大院内，与国防大学同属青龙桥街道管辖）。
2007年1月1日，特6路再次调整线路，不再经复兴路及羊坊店路，而是改经白云观。
2013年，特6路将车型更换为安凯HFF6120GS01C型，也一度出现青年JNP6130GSC型，二者均以液化天然气为燃料，且装有空调系统。
2015年5月26日，特6路划转至第六客运分公司，次年6月26日随分公司合并而并入第四客运分公司。
2016年10月10日，特6路调整至万泉河快速路、三环主路行驶。
2017年11月17日起，北京公交特6路调整走向并改号为394路。

## 車站一覽
| 車站名稱 | 北京西站       | 公主坟南   | 航天桥   | 花园桥北 | 紫竹桥   | 万寿寺     | 海淀公园       | 西苑医院     | 西苑     | 西苑北站   | 坡上村   | 地铁北宫门站 |
| 位置     | 北京西站北广场 | 三环主路   | 三环主路 | 三环主路 | 三环主路 | 三环主路   | 万泉河快速路   | 万泉河快速路 | 颐和园路 | 颐和园路   | 颐和园路 | 颐和园路     |
| 車站名稱 | 颐和园北宫门   | 安河桥     | 红山口   | 国防大学 | 黑山扈   | 黑山扈北口 | 百望山森林公园 | 西北旺       | 回民公墓 | 韩家川北站 | 韩家川村 | 韩家川       |
| 位置     | 颐和园路       | 安河桥大街 | 红山路   | 红山路   | 黑山扈路 | 黑山扈路   | 黑山扈路       | 黑山扈路     | 黑龙潭路 | 韩家川路   | 韩家川路 | 韩家川大院内 |

## 收费
394路现时实施的票制为10公里以内票价2元，每增加5公里以内加价1元的“10-5-5进制”，单程最高票价5元，使用北京市政交通一卡通打5折，学生卡2.5折。此前一度实行无人售票，单一票价2元。